# Dipturus polyommata
Dipturus polyommata är en rockeart som först beskrevs av Ogilby 1910.  Dipturus polyommata ingår i släktet Dipturus och familjen egentliga rockor. IUCN kategoriserar arten globalt som livskraftig. Inga underarter finns listade i Catalogue of Life.